# Sony Ericsson Open 2010
Die Sony Ericsson Open 2010 waren ein Tennisturnier der WTA Tour 2010 für Damen und ein Tennisturnier der ATP World Tour 2010 für Herren in Miami, welche zeitgleich vom 22. März bis 4. April 2010 in Miami, Florida stattfanden.

## Herrenturnier
→ Hauptartikel: Sony Ericsson Open 2010/Herren
→ Qualifikation: Sony Ericsson Open 2010/Herren/Qualifikation

## Damenturnier
→ Hauptartikel: Sony Ericsson Open 2010/Damen
→ Qualifikation: Sony Ericsson Open 2010/Damen/Qualifikation